# Temple Island (England)
Temple Island ist eine Insel in der Themse in England nördlich von Henley-on-Thames, Oxfordshire. Die Insel liegt flussaufwärts des Hambleden Lock und gehört zu Remenham in Berkshire. Die Insel liegt am Startpunkt der Henley Royal Regatta.

## Hintergrund
Auf der Insel steht ein Tempel (eine Folly), der vom englischen Architekten James Wyatt 1771 gebaut wurde. Er war als Fischerhütte für das nahegelegene Fawley Court gedacht, ein Haus, das Wyatt ebenfalls in den 1770er Jahren im Auftrag von dessen Besitzer Sambrooke Freeman umbaute. Wyatt entwarf sowohl die Form des Tempels als auch seine Inneneinrichtung. Wahrscheinlich machte er zudem Entwürfe für die Originalmöbel. Die Wandgemälde im Hauptraum sind wahrscheinlich die ältesten erhaltenen Beispiele für den etruskischen Stil in Großbritannien, älter noch als die sehr bekannten Beispiele im Osterley Park von Robert Adam. 

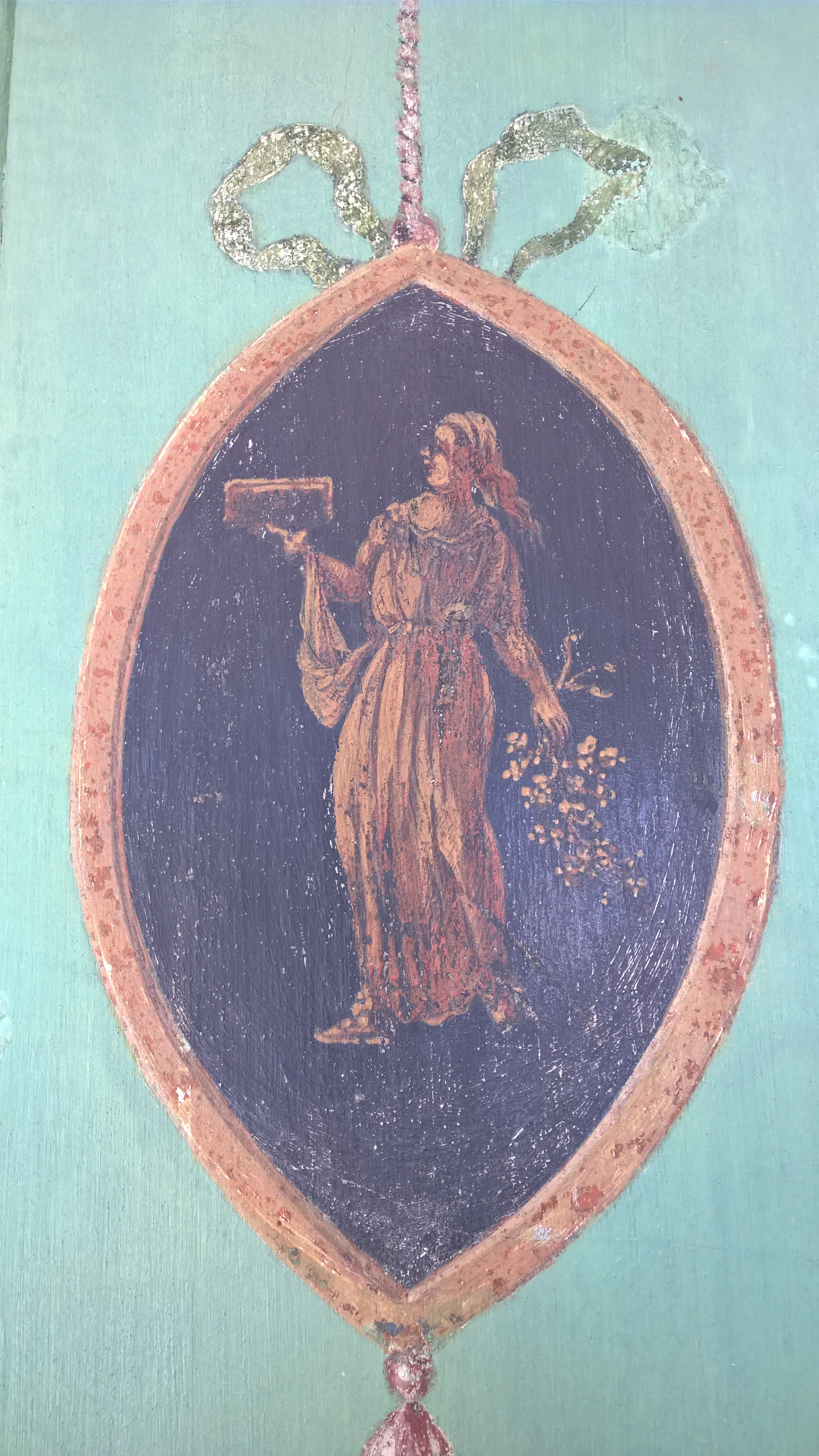
Etruskischer Stil

Im 19. Jahrhundert kam die Insel in den Besitz der Familie Mackenzie. 1952 beim Tode von Roderick Mackenzie, bat die Henley Royal Regatta seine Tochter Margaret um ein Vorkaufsrecht, sollte sie die Insel jemals verkaufen. Es ist nicht geklärt, ob hierzu eine Übereinkunft getroffen wurde. In den frühen 1980er Jahren steigerte das Aufkommen von Firmenfeiern den Wert der Insel beträchtlich. 1983 begannen die Stewards der Regatta Margaret Mackenzie Kaufangebote zu machen, aber 1986 wurde die Insel zum freien Verkauf angeboten.
Mit der Hilfe einer Spende von £515,000 von Alan Burrough (einem Steward der Regatta) und seiner Frau Rosie, gelang es der Regatta im Dezember 1987 eine Pacht für 999 Jahre für die Insel und den Temple zu erwerben. Daran anschließend wurden Restaurierungsarbeiten am Tempel und auf der Insel durchgeführt.
Das flussabwärtsgelegene Ende der Insel wurde zu einem Naturschutzgebiet umgestaltet und mit zahlreichen Bäumen bepflanzt.
Der viktorianische Balkon am Tempel wurde ersetzt. Die Wandmalereien, die schlecht ausgebessert worden waren, wurden in den von Wyatt vorgesehenen Originalfarben wiederhergestellt. Die Statuette einer Nymphe, wurde in Anlehnung an den Stil des Tempels aufgestellt.